# Vallée du Loir de Vaas à Bazouges
Vallée du Loir de Vaas à Bazouges este o arie protejată (sit de importanță comunitară — SCI) din Franța întinsă pe o suprafață de 4.237 ha, integral pe uscat.

## Localizare
Centrul sitului Vallée du Loir de Vaas à Bazouges este situat la coordonatele 47°41′28″N 0°06′22″E / 47.69111°N 0.10611°E.

## Înființare
Situl Vallée du Loir de Vaas à Bazouges a fost declarat arie specială de conservare în baza directivei 92/43 din 1992 referitoare la conservarea habitatelor naturale și a faunei și florei sălbatice pentru a proteja 30 de specii de animale.

## Biodiversitate
Situată în ecoregiunea atlantică, aria protejată conține 21 de habitate naturale: Pajiști umede atlantice temperate cu Erica ciliaris și Erica tetralix, Turbării active, Ape puternic oligomezotrofe cu vegetație bentonică cu Chara spp., Depresiuni pe substraturi de turbă de Rhynchosporion, Liziere de ierburi înalte hidrofile de câmpie și de nivel montan până la alpin, Păduri de fag Asperulo-Fagetum, Peșteri inaccesibile publicului, Păduri acidofile de stejar bătrân cu Quercus robur pe câmpii nisipoase, Ape stătătoare oligotrofe până la mezotrofe, cu vegetație de Littorelletea uniflorae și/sau de Isoëto-Nanojuncetea, Cursuri de apă de la nivel de câmpie la nivel montan, cu vegetație Ranunculion fluitantis și Callitricho-Batrachion, Pajiști cu Molinia pe soluri calcaroase, turboase sau argilos-nămoloase (Molinion caeruleae), Mlaștini oligotrofe degradate, capabile încă de regenerare naturală, Păduri aluvionare cu Alnus glutinosa și Fraxinus excelsior (Alno-Padion, Alnion incanae, Salicion albae), Mlaștini alcaline, Fânețe de joasă altitudine (Alopecurus pratensis, Sanguisorba officinalis), Mlaștini calcaroase cu Cladium mariscus și specii de Caricion davallianae, Formațiuni de Juniperus communis pe lande sau pajiști calcaroase, Pajiști uscate europene, Lacuri eutrofice naturale cu vegetație de tip Magnopotamion sau Hydrocharition, Păduri de stejar galițio-portugheze cu Quercus robur și Quercus pyrenaica, Pajiști uscate seminaturale și facies de acoperire cu tufișuri pe substraturi calcaroase (Festuco-Brometalia) (* situri importante pentru orhidee).
La baza desemnării sitului se află mai multe specii protejate:
- amfibieni (1): triton cu creastă (Triturus cristatus)
- mamifere (9): liliac cârn (Barbastella barbastellus), castor (Castor fiber), vidră de râu (Lutra lutra), liliac cu urechi mari (Myotis bechsteinii), liliac cărămiziu (Myotis emarginatus), liliac comun (Myotis myotis), liliacul mediteranean cu potcoavă (Rhinolophus euryale), liliacul mare cu potcoavă (Rhinolophus ferrumequinum), liliacul mic cu potcoavă (Rhinolophus hipposideros)
- nevertebrate (15): Austropotamobius pallipes, croitorul mare al stejarului (Cerambyx cerdo), Coenagrion mercuriale, Coenonympha oedippus, fluturele auriu (Euphydryas aurinia), Euplagia quadripunctaria, Gomphus graslinii, rădașcă (Lucanus cervus), fluturele purpuriu (Lycaena dispar), Ophiogomphus cecilia, Osmoderma eremita, Oxygastra curtisii, Phengaris teleius, Vertigo angustior, Vertigo moulinsiana
- pești (5): zvârluga (Cobitis taenia), zglăvoacă (Cottus gobio), Cottus perifretum, cicar (Lampetra planeri), boarță (Rhodeus amarus)

Pe lângă speciile protejate, pe teritoriul sitului au mai fost identificate 1 specie de plante, 25 de specii de păsări, 5 specii de amfibieni, 11 specii de mamifere, 3 specii de nevertebrate, 4 specii de reptile.